# De Sabijnse vrouwen
De Sabijnse vrouwen (Frans: Les Sabines) is een schilderij van Jacques-Louis David dat hij tussen 1795 en 1799 maakte. Het staat ook bekend als De tussenkomst van de Sabijnse vrouwen (Frans: L'Intervention des Sabines). Sinds 1826 maakt het werk deel uit van de collectie van het Louvre in Parijs.

## Herkomst
David begon met het plannen van het werk toen hij gevangen zat in het Palais du Luxembourg van 29 mei tot 3 augustus 1795. Hij was daar als aanhanger van Robespierre terecht gekomen na de Thermidoriaanse Reactie, die een einde maakte aan de Terreur waarin de Franse Revolutie uitgemond was. Hoewel de schilder ook overwoog om een schilderij van Homerus die zijn verzen reciteert te maken, koos hij voor een werk waarop de Sabijnse vrouwen een eind maken aan de strijd tussen de Romeinen en Sabijnen, als een "vervolg" op Poussins De Sabijnse maagdenroof. Volgens een populair verhaal werd hij geïnspireerd door een bezoek in de gevangenis van zijn vrouw Charlotte, van wie hij vervreemd was geraakt. 
De Sabijnse vrouwen was vanaf 21 december 1799 voor het publiek te zien in het Louvre. De tentoonstelling trok jarenlang een groot aantal betalende bezoekers. De doorschijnende gewaden van de vrouwelijke personages, kwamen al snel in de mode onder de Parijse high society, als jurken à la antique. Via zijn vriend en advocaat Jean Pierre Delahaye verkocht David in 1819 De Sabijnse vrouwen en het bijbehorende Leonidas in Thermopylae aan de koninklijke musea voor 100.000 frank. Lodewijk XVIII wilde deze kunstwerken niet rechtstreeks van David kopen, omdat de schilder voor de dood van zijn broer Lodewijk XVI had gestemd. Het schilderij hing eerst in het Palais du Luxembourg en werd na de dood van de schilder in 1826 naar het Louvre verplaatst.   

## Voorstelling
Romulus' vrouw Hersilia, de dochter van Titus Tatius, leider van de Sabijnen, neemt een centrale plaats in op het schilderij. Ze staat tussen haar man en haar vader en heeft haar kinderen tussen hen in geplaatst. Romulus, te herkennen aan zijn schild met de Romeinse wolvin, staat op het punt om zijn speer naar Tatius te werpen. Een vrouw achter Tatius houdt haar kind hoog boven de speren van de Sabijnen, terwijl een andere zich smekende vastklampt aan het been van de Sabijnse leider. In het midden lijkt een vrouw toezicht te houden op een groep spelende kleine kinderen en een pasgeboren baby, terwijl een oude vrouw haar jurk scheurt en een andere vrouw, in een rode jurk, de toeschouwer recht aankijkt. De soldaat met de helm rechts lijkt te begrijpen dat de strijd gestaakt moet worden en bergt zijn zwaard op. Het lijkt aan de voeten van de paarden, toont aan hoe hevig het gevecht geweest is. Verder op de achtergrond zijn onduidelijke silhouetten en een menigte soldaten afgebeeld.
De rotsachtige uitstulping op de achtergrond is de Tarpeïsche rots. Volgens een legende slaagde Tatius er bijna in om Rome te veroveren dankzij het verraad van de Vestaalse maagd Tarpeia, dochter van Spurius Tarpeius, aanvoerder van de citadel op de Capitolijn. Ze opende de stadspoorten voor de Sabijnen in ruil voor de sieraden die ze om hun armen droegen. De Sabijnen vonden dit verraad echter verachtelijk en gooiden haar van de rots die later naar haar vernoemd werd. De torenhoge muren op de achtergrond zijn waarschijnlijk een toespeling op de Bastille. De bestorming van deze burcht op 14 juli 1789 markeerde het begin van de Franse Revolutie. 
Het centrale thema van het schilderij is verzoening, toepasselijk voor de periode na de Terreur. Het is opvallend dat vrouwen hier een leidende rol in nemen. Op veel andere werken van David en zijn tijdgenoten spelen zij slechts een ondergeschikte rol. Bij de voorbereiding van het schilderij had David gebruik gemaakt van veel bronnen. Een tekening van John Flaxman, een fresco van Annibale Carracci en een cartoon van James Gillray hebben waarschijnlijk directe inspiratie opgeleverd voor de schilder.

## Afbeeldingen

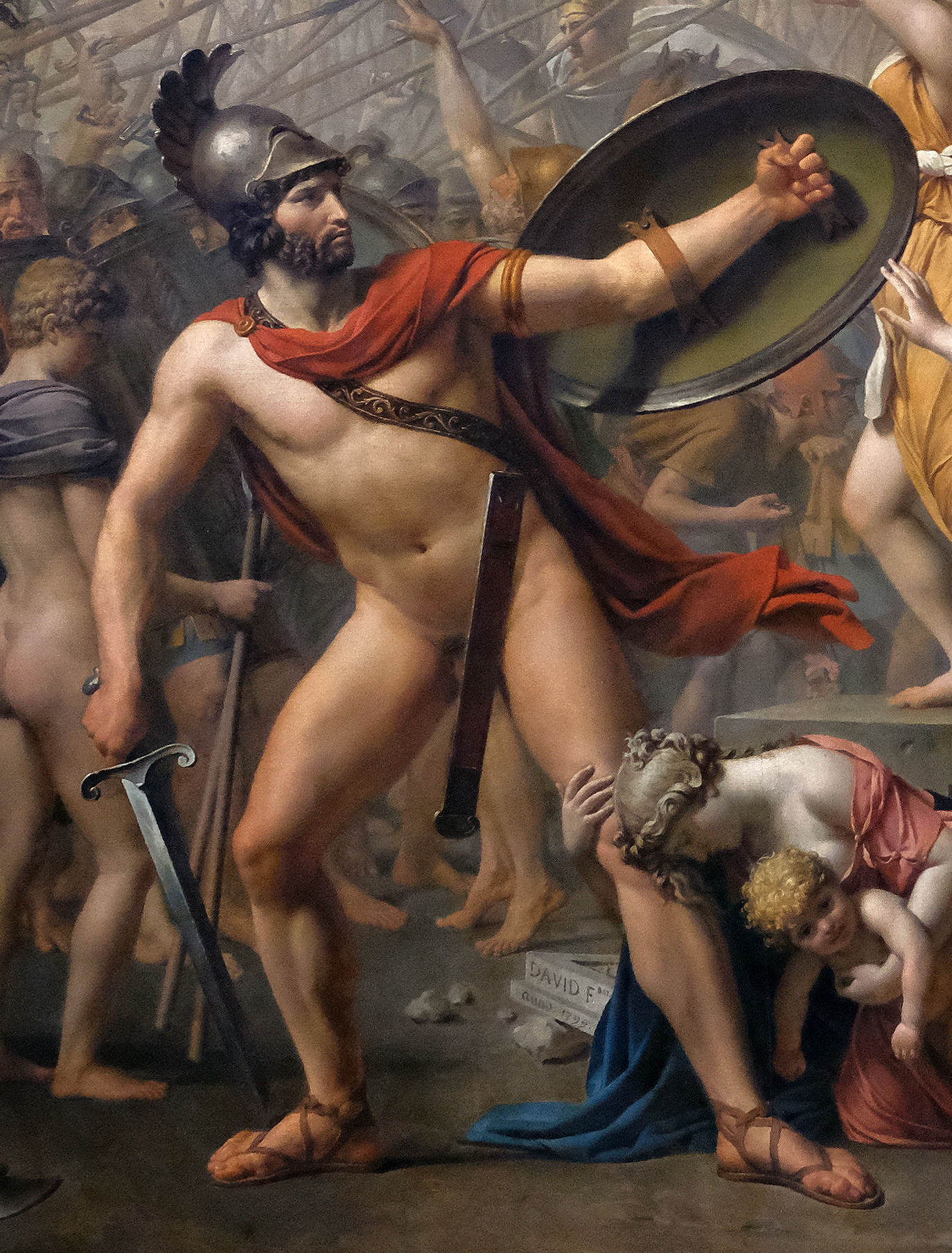
Detail, Tatius
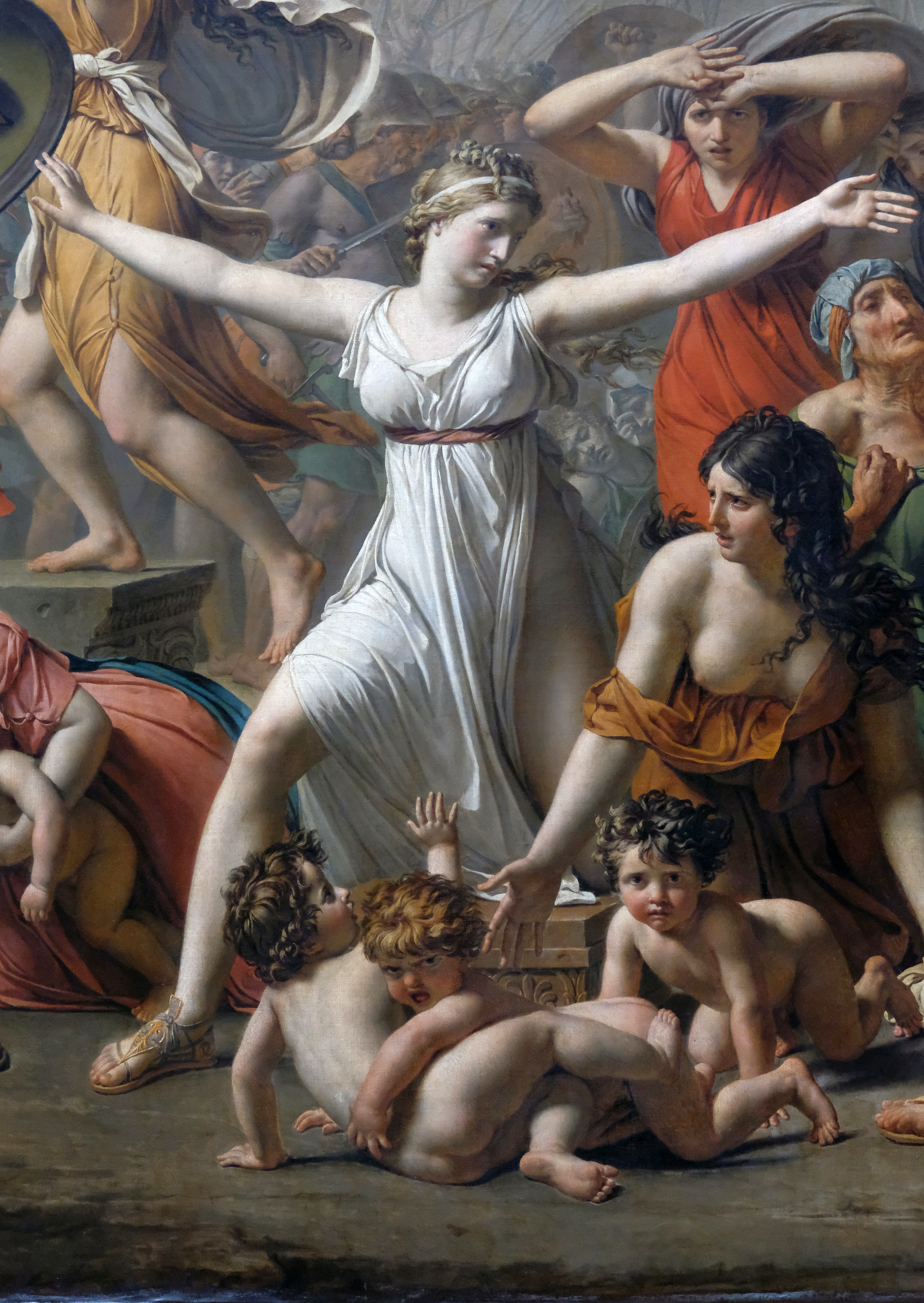
Detail, Hersilia
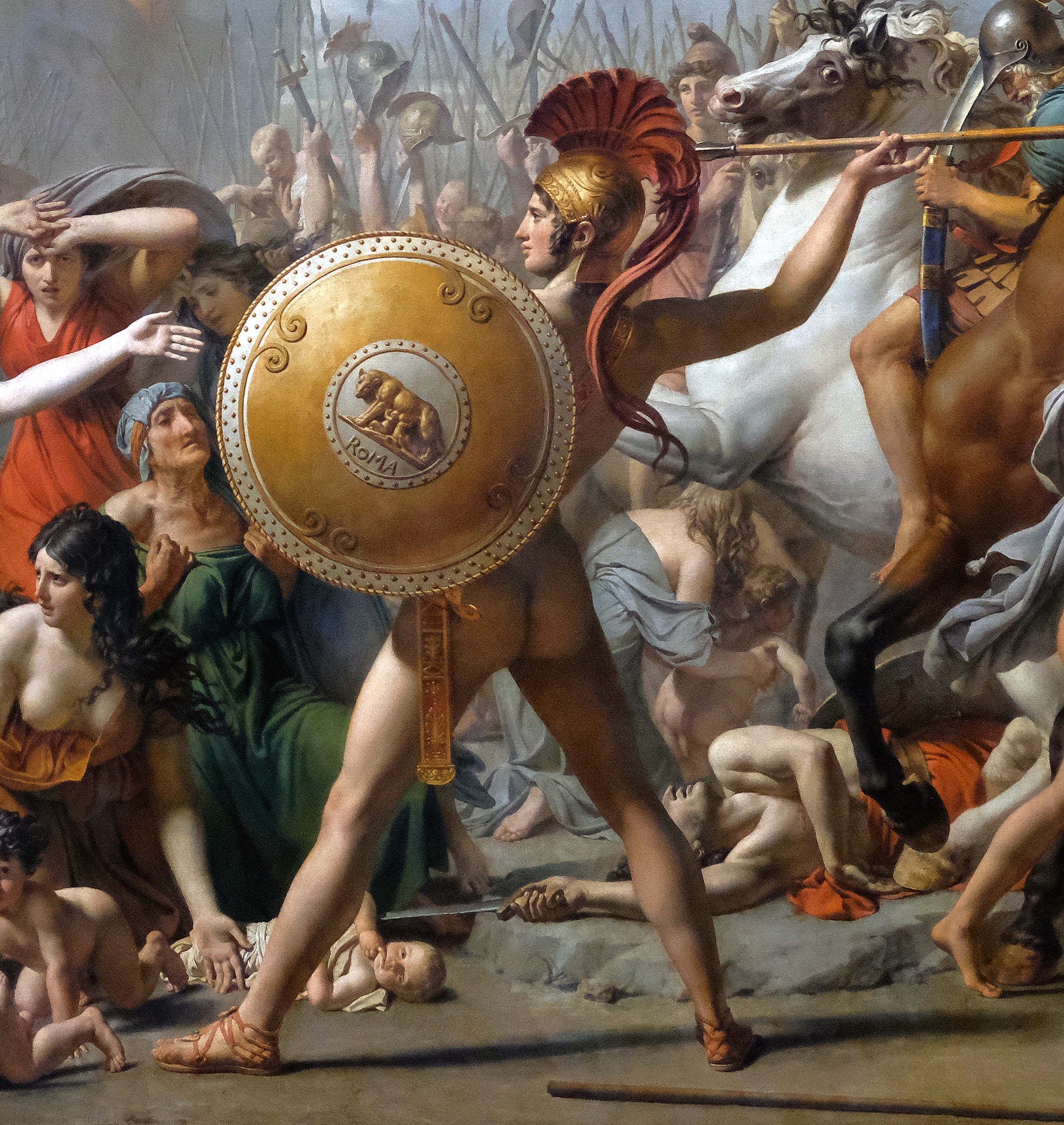
Detail, Romulus
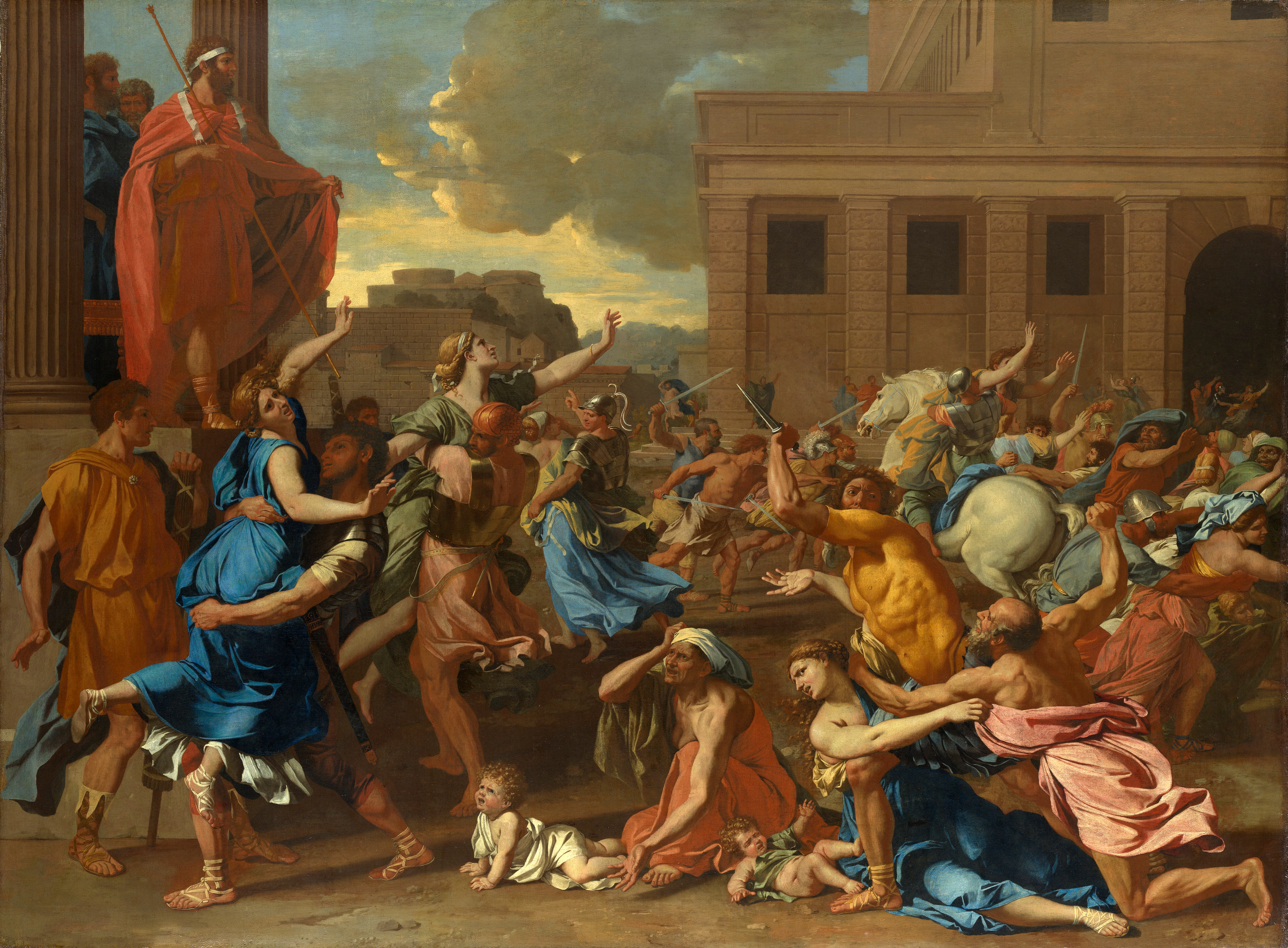
De Sabijnse maagdenroof - Nicolas Poussin
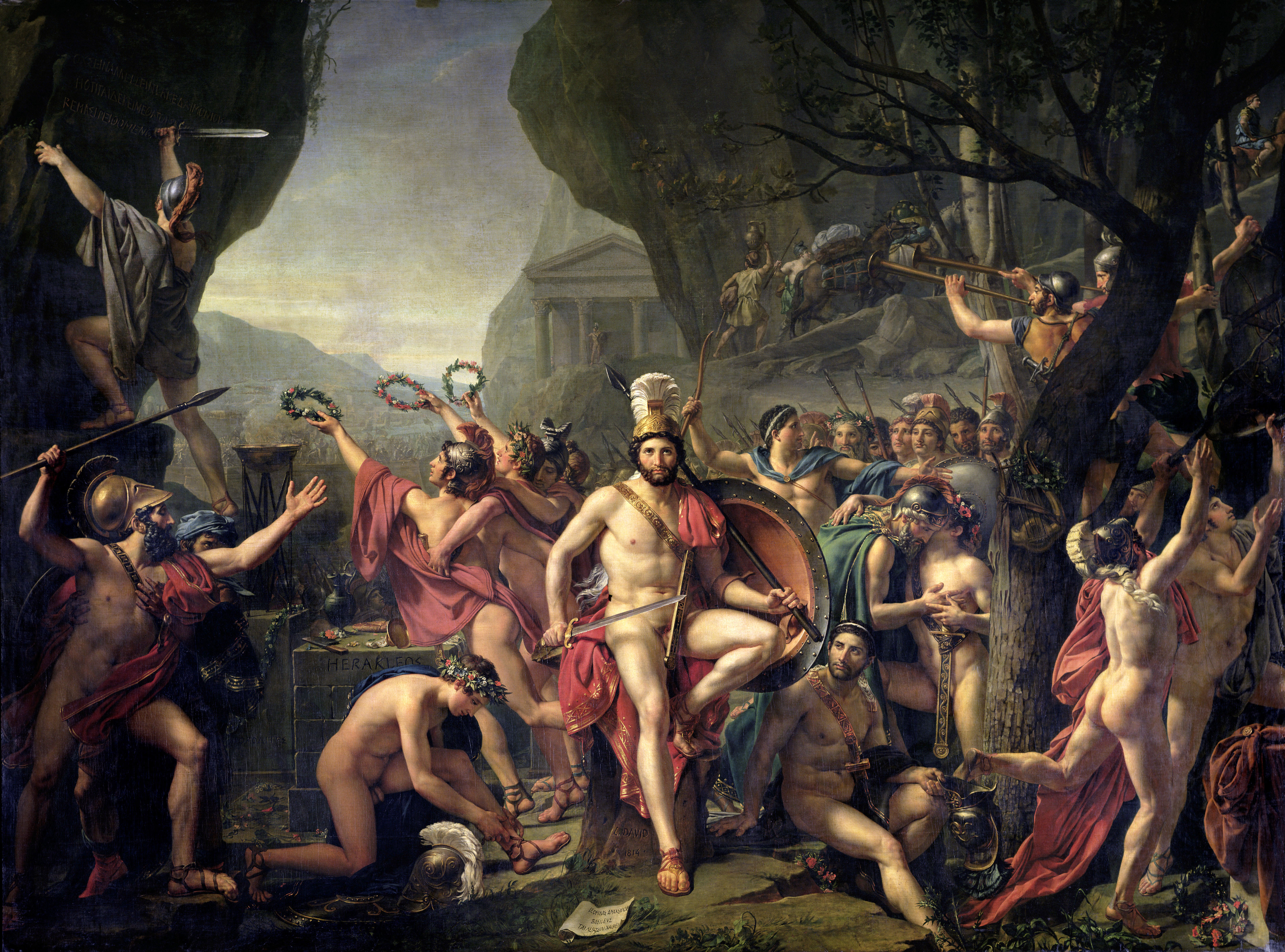
Leonidas in Thermopylae
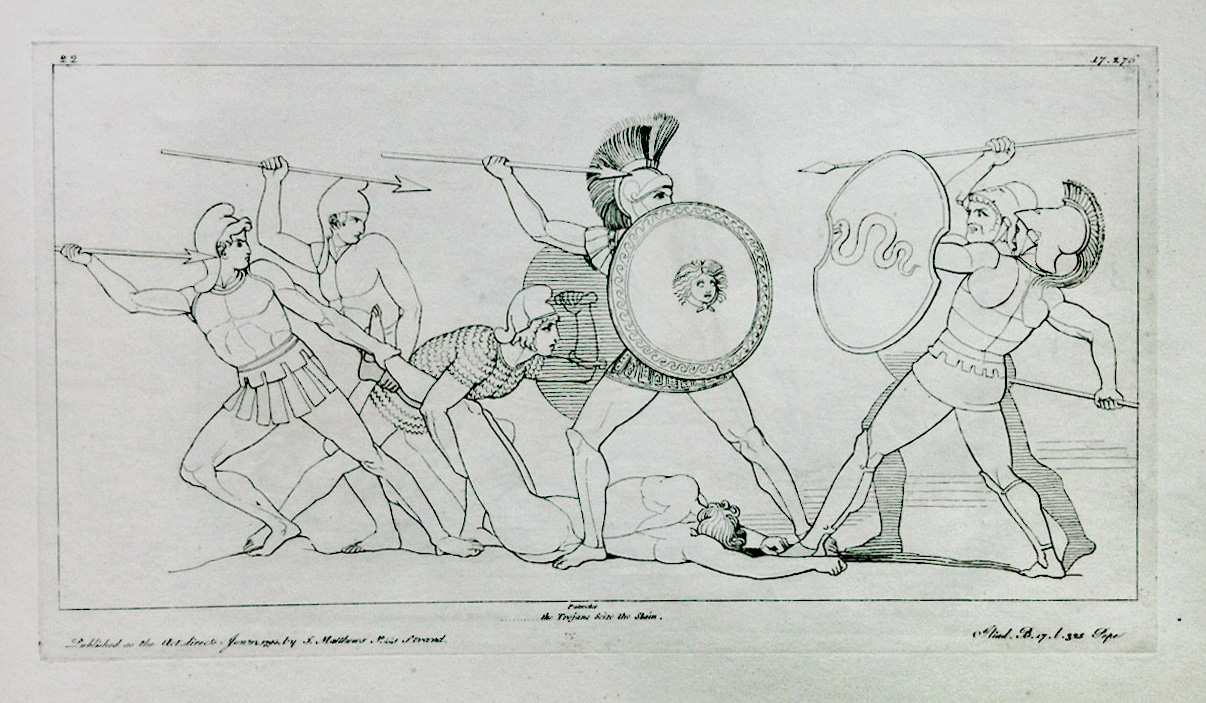
Illustratie van John Flaxman
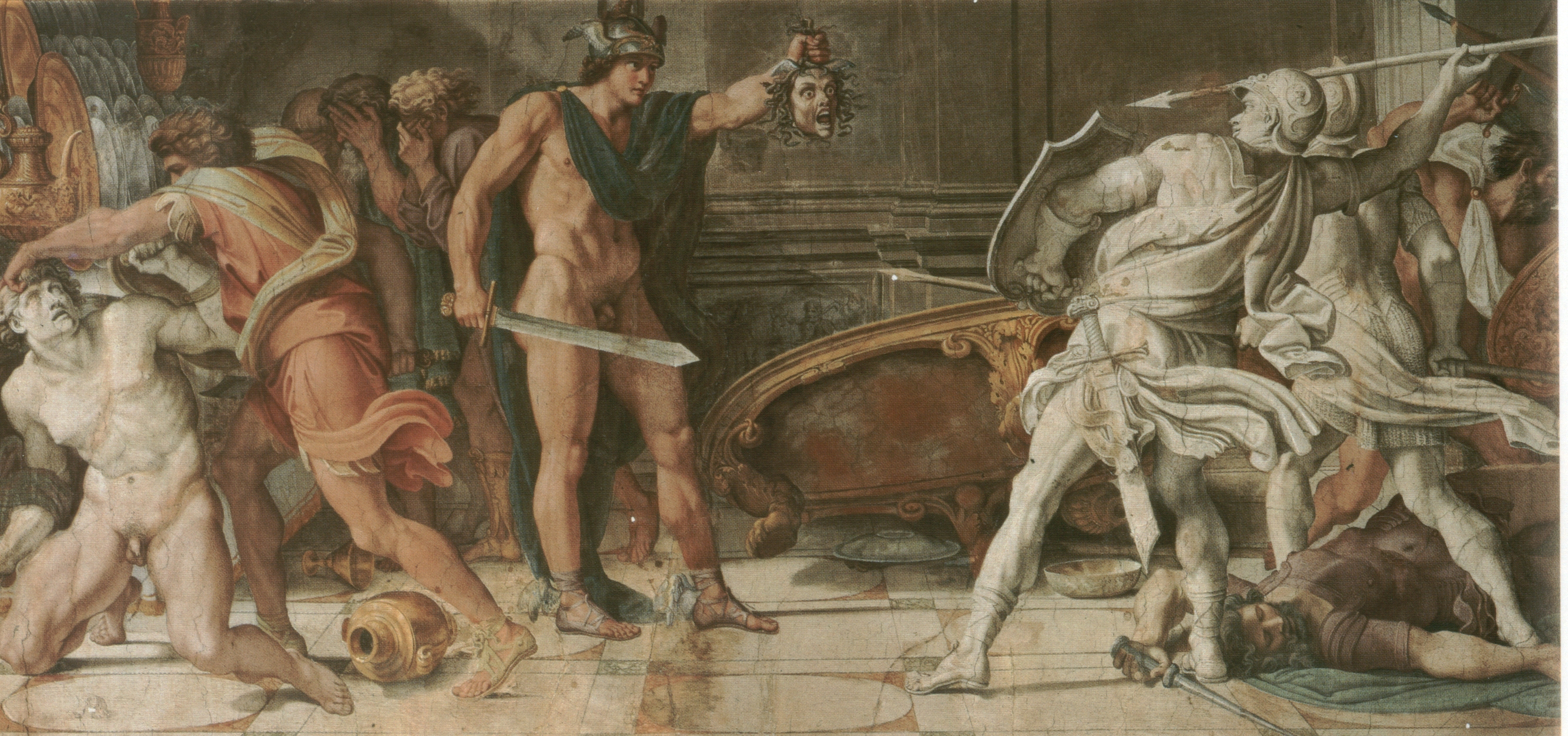
Perseus en Phineas - Annibale Carracci
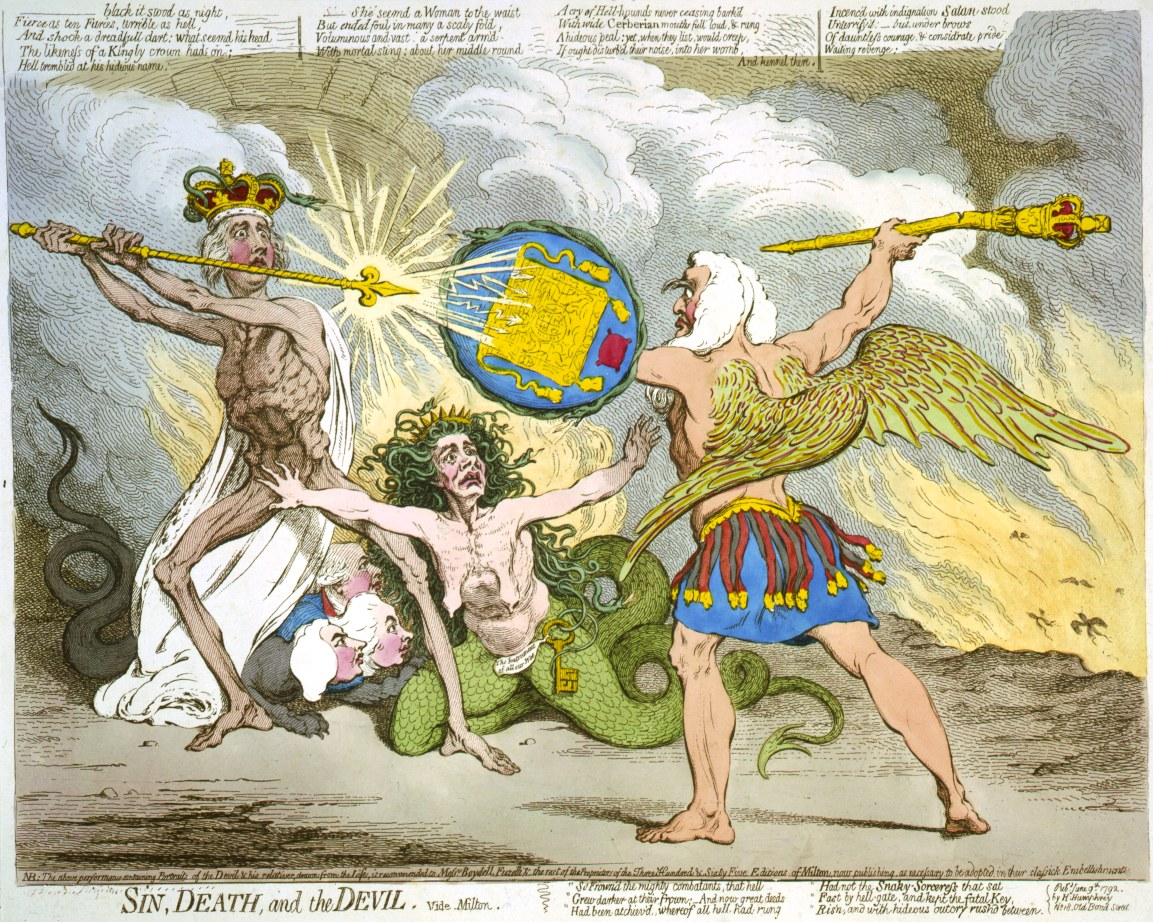
Sin, Death and the Devil - James Gillray